# Lenny (calciatore)
Lenny Fernandes Coelho, meglio noto semplicemente come Lenny (Rio de Janeiro, 23 marzo 1988), è un ex calciatore brasiliano, di ruolo attaccante.